# Liste der Auslandsvertretungen Argentiniens

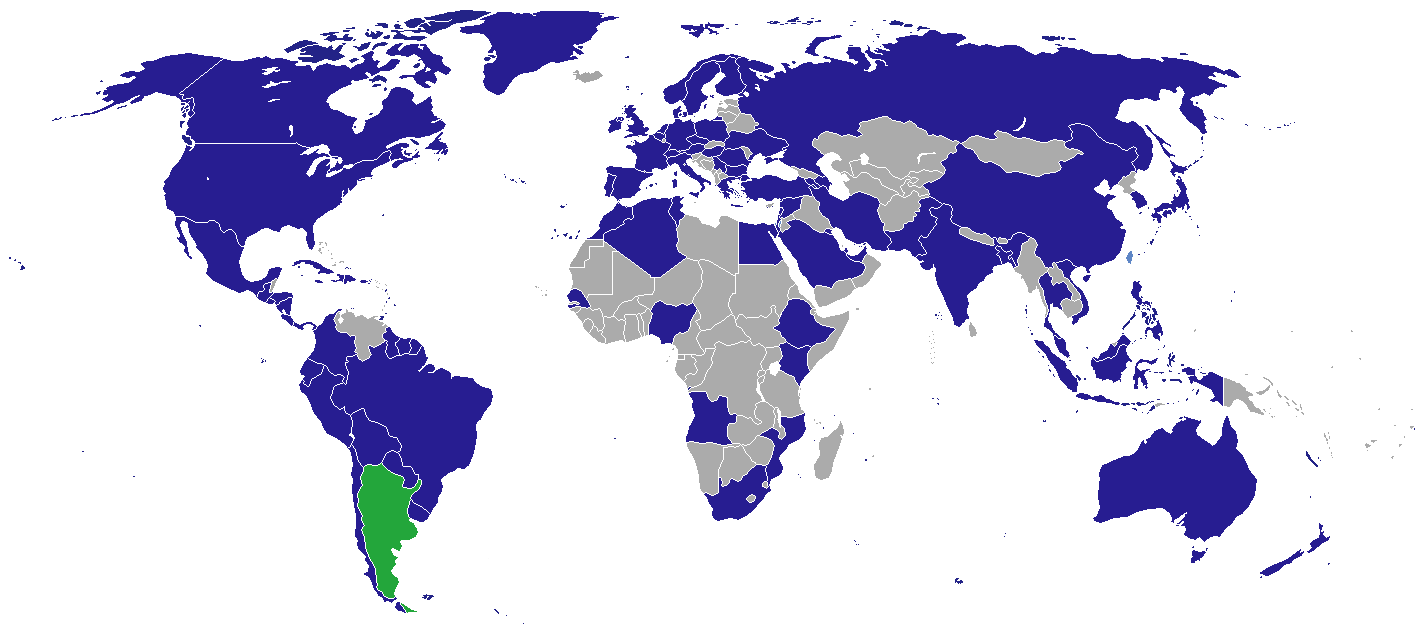
Standorte der diplomatischen Vertretungen Argentiniens

Dies ist eine Liste der diplomatischen und konsularischen Vertretungen Argentiniens.

## Diplomatische und konsularische Vertretungen

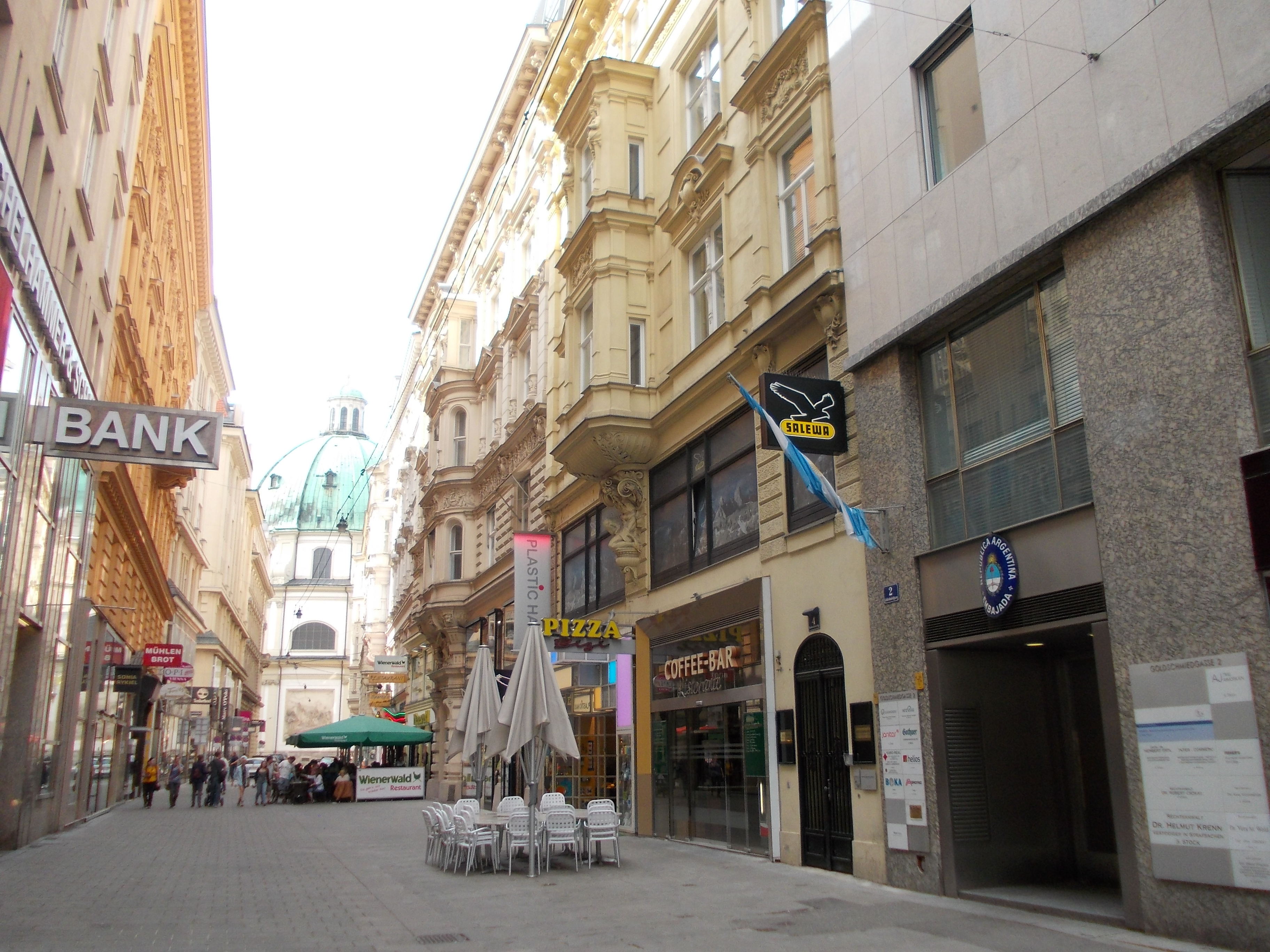
Argentinische Botschaft in Wien

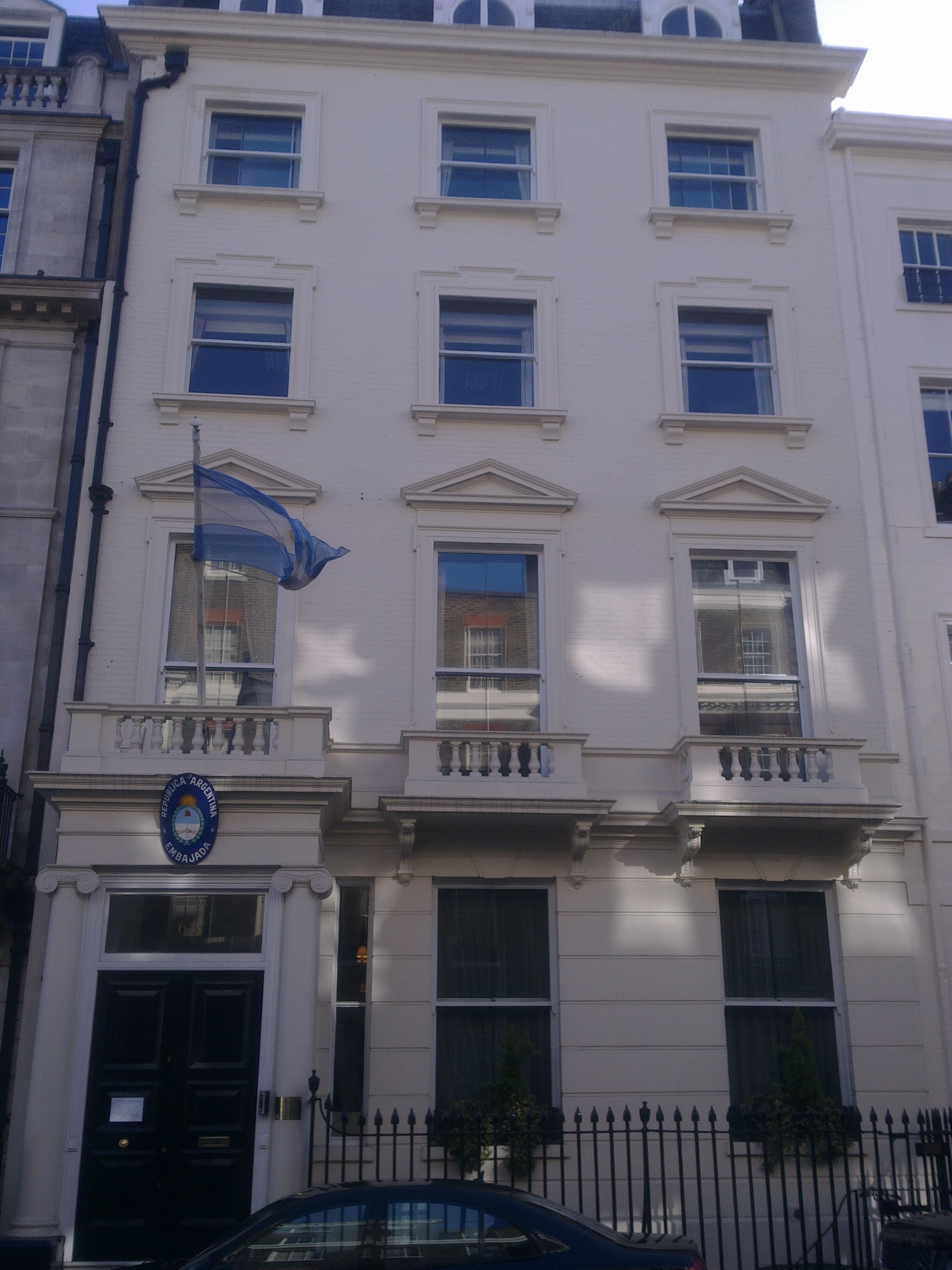
Argentinische Botschaft in London

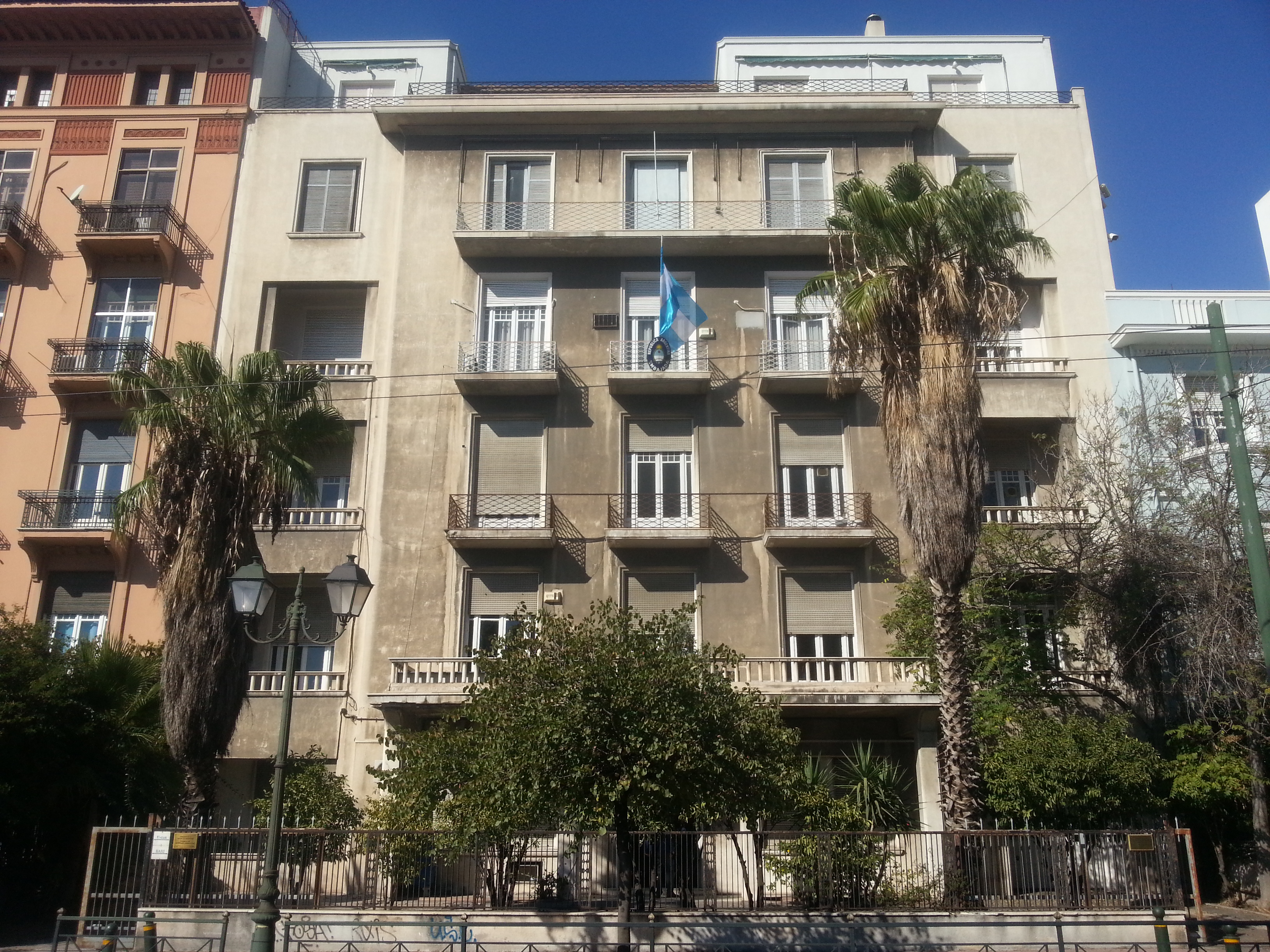
Argentinische Botschaft in Athen

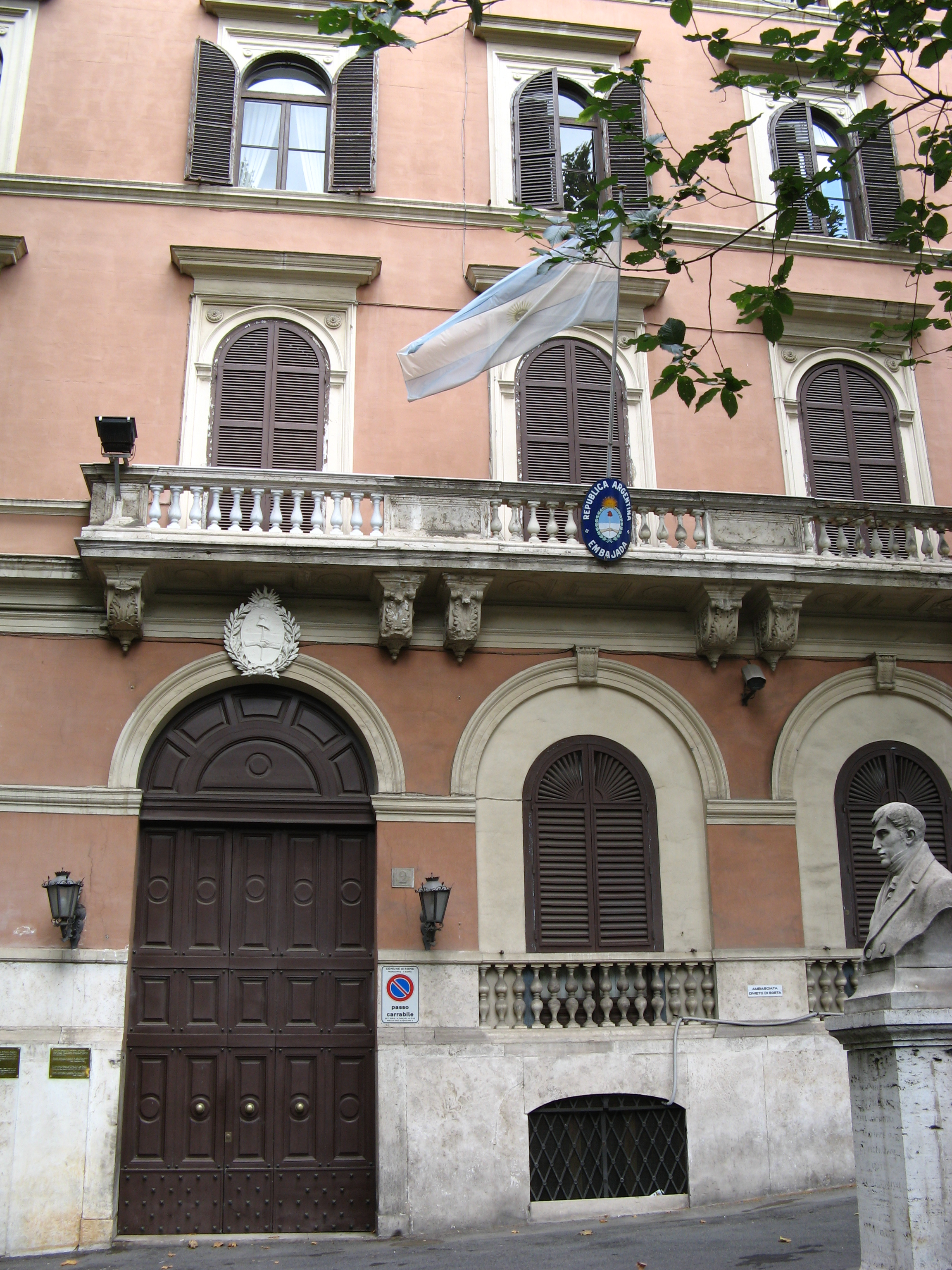
Argentinische Botschaft in Rom

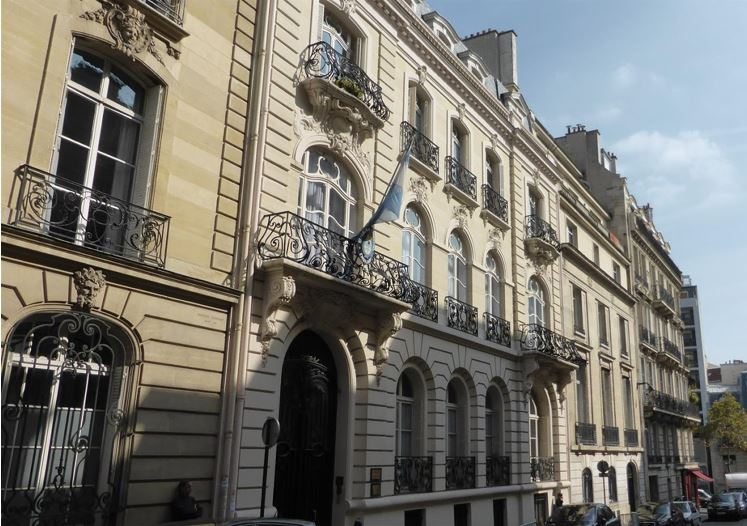
Argentinische Botschaft in Paris

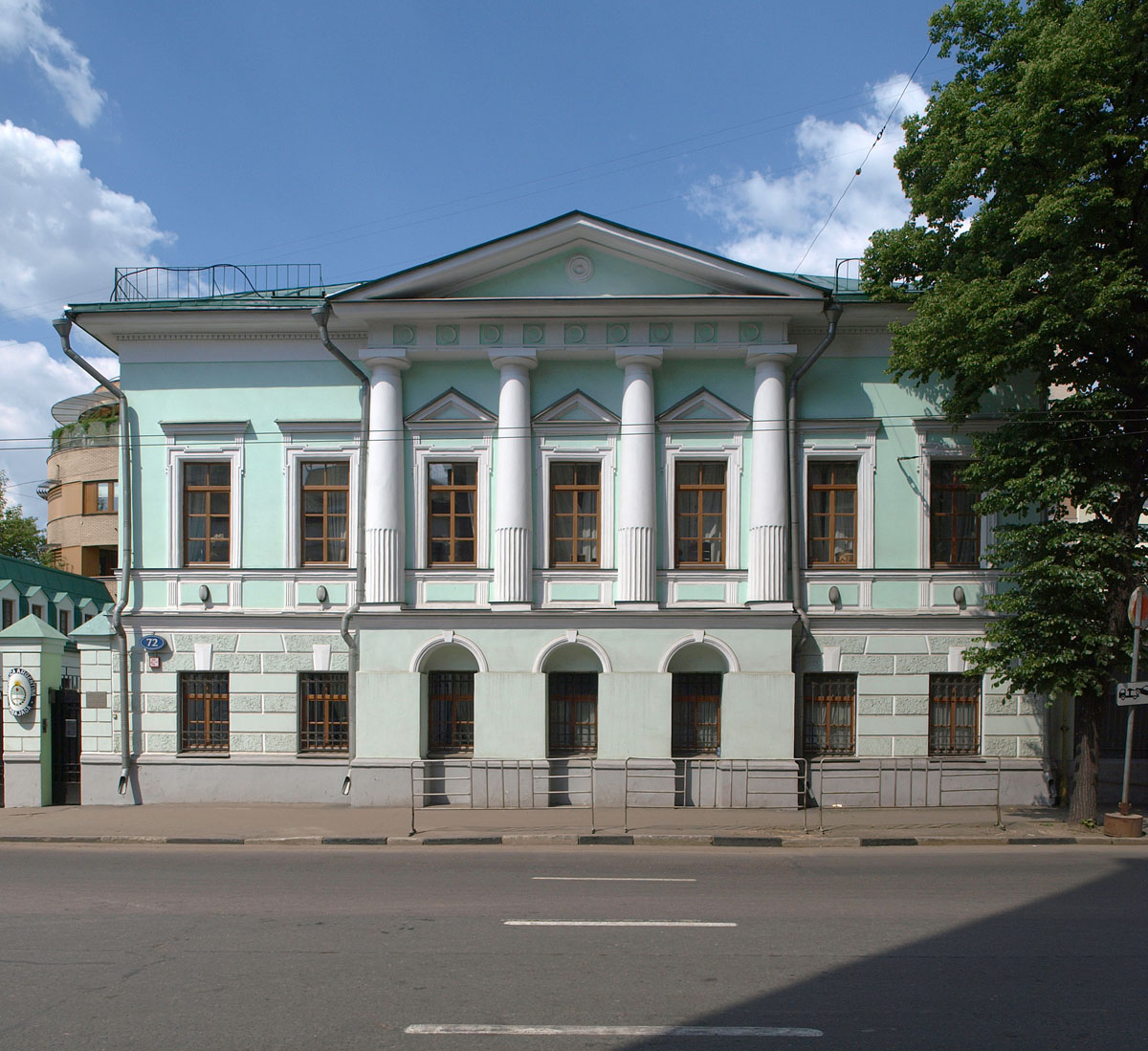
Argentinische Botschaft in Moskau

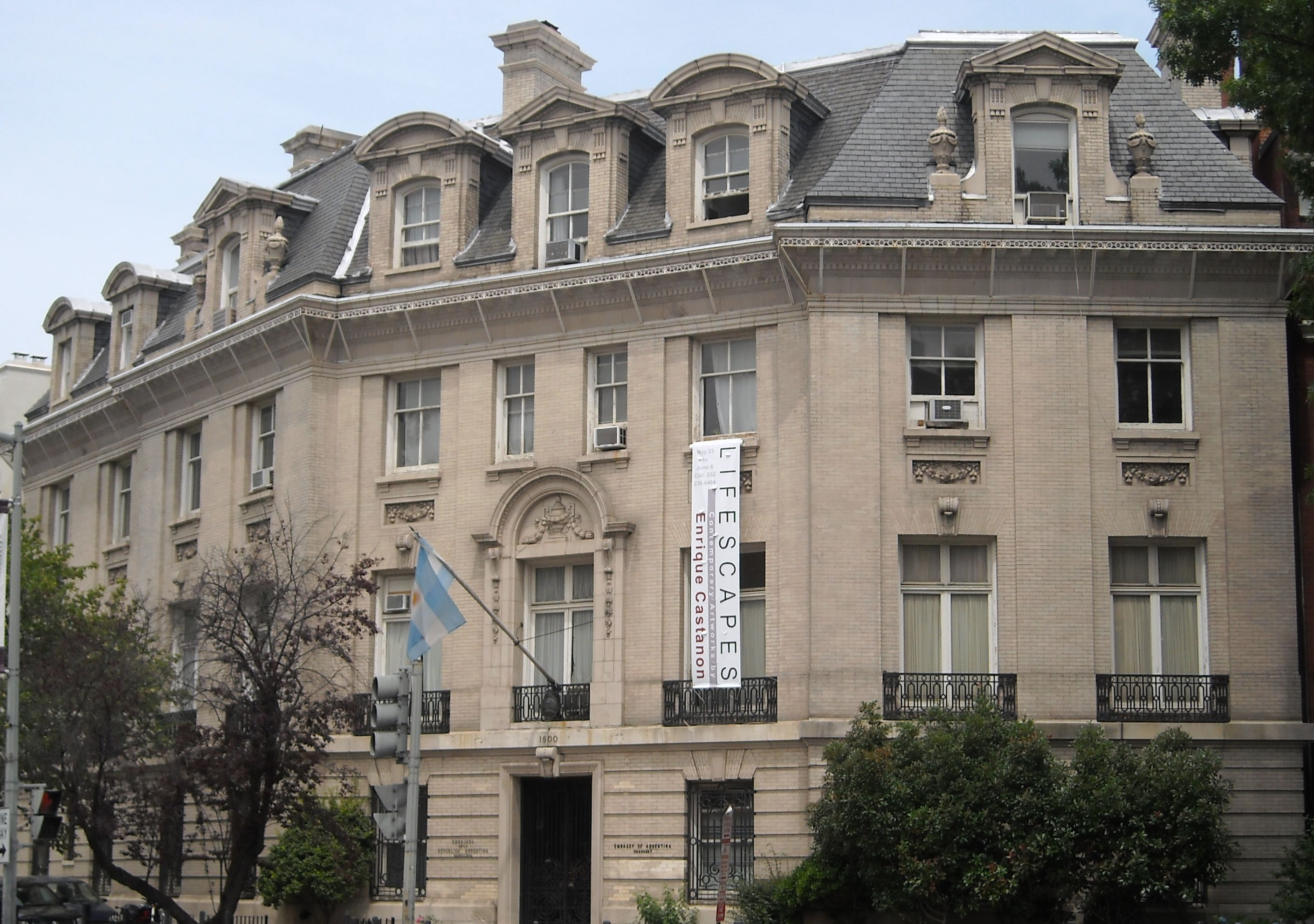
Argentinische Botschaft in Washington, D.C.

### Afrika
| - Ägypten: Kairo, Botschaft - Algerien: Algier, Botschaft - Angola: Luanda, Botschaft - Äthiopien: Addis Abeba, Botschaft - Kenia: Nairobi, Botschaft - Libyen: Tripolis, Botschaft | - Marokko: Rabat, Botschaft - Mosambik: Maputo, Botschaft - Nigeria: Abuja, Botschaft - Südafrika: Pretoria, Botschaft - Südafrika: Johannesburg, Generalkonsulat - Tunesien: Tunis, Botschaft |

### Asien
| - Armenien: Jerewan, Botschaft - Aserbaidschan: Baku, Botschaft - Bangladesch: Dhaka, Botschaft - Volksrepublik China: Peking, Botschaft - Volksrepublik China: Guangzhou, Generalkonsulat - Volksrepublik China: Hongkong, Generalkonsulat - Volksrepublik China: Shanghai, Generalkonsulat - Indien: Neu-Delhi, Botschaft - Indien: Mumbai, Generalkonsulat - Indonesien: Jakarta, Botschaft - Iran: Teheran, Botschaft - Israel: Tel Aviv, Botschaft - Japan: Tokyo, Botschaft - Katar: Doha, Botschaft | - Kuwait: Kuwait, Botschaft - Libanon: Beirut, Botschaft - Malaysia: Kuala Lumpur, Botschaft - Pakistan: Islamabad, Botschaft - Palestina: Jerusalem, Vertretung - Philippinen: Manila, Botschaft - Saudi-Arabien: Riad, Botschaft - Südkorea: Seoul, Botschaft - Syrien: Damaskus, Botschaft - Taiwan: Taipei, Handelsbüro - Thailand: Bangkok, Botschaft - Vereinigte Arabische Emirate: Abu Dhabi, Botschaft - Vietnam: Hanoi, Botschaft |

### Australien und Ozeanien
| - Australien: Canberra, Botschaft - Australien: Sydney, Generalkonsulat | - Neuseeland: Wellington, Botschaft |

### Europa
| - Belgien: Brüssel, Botschaft - Bulgarien: Sofia, Botschaft - Dänemark: Kopenhagen, Botschaft - Deutschland: Berlin, Botschaft - Deutschland: Frankfurt, Generalkonsulat - Deutschland: Hamburg, Generalkonsulat - Deutschland: Bonn, Konsulat - Finnland: Helsinki, Botschaft - Frankreich: Paris, Botschaft - Griechenland: Athen, Botschaft - Irland: Dublin, Botschaft - Italien: Rom, Botschaft - Italien: Mailand, Generalkonsulat - Niederlande: Den Haag, Botschaft - Norwegen: Oslo, Botschaft - Österreich: Wien, Botschaft - Polen: Warschau, Botschaft - Portugal: Lissabon, Botschaft | - Rumänien: Bukarest, Botschaft - Russland: Moskau, Botschaft - Schweden: Stockholm, Botschaft - Schweiz: Bern, Botschaft - Serbien: Belgrad, Botschaft - Spanien: Madrid, Botschaft - Spanien: Barcelona, Generalkonsulat - Spanien: Vigo, Generalkonsulat - Spanien: Cádiz, Konsulat - Spanien: Palma, Konsulat - Spanien: Santa Cruz de Tenerife, Konsulat - Tschechien: Prag, Botschaft - Türkei: Ankara, Botschaft - Türkei: Istanbul, Generalkonsulat - Ukraine: Kiew, Botschaft - Ungarn: Budapest, Botschaft - Vereinigtes Königreich: London, Botschaft |

### Nordamerika
| - Barbados: Bridgetown, Botschaft - Costa Rica: San José, Botschaft - Dominikanische Republik: Santo Domingo, Botschaft - El Salvador: San Salvador, Botschaft - Guatemala: Guatemala-Stadt, Botschaft - Haiti: Port-au-Prince, Botschaft - Honduras: Tegucigalpa, Botschaft - Jamaika: Kingston, Botschaft - Kanada: Ottawa, Botschaft - Kanada: Montreal, Generalkonsulat - Kanada: Toronto, Generalkonsulat - Kuba: Havanna, Botschaft | - Mexiko: Mexiko-Stadt, Botschaft - Nicaragua: Managua, Botschaft - Panama: Panama-Stadt, Botschaft - Trinidad und Tobago: Port of Spain, Botschaft - Vereinigte Staaten: Washington, D.C., Botschaft - Vereinigte Staaten: Atlanta, Generalkonsulat - Vereinigte Staaten: Chicago, Generalkonsulat - Vereinigte Staaten: Houston, Generalkonsulat - Vereinigte Staaten: Los Angeles, Generalkonsulat - Vereinigte Staaten: Miami, Generalkonsulat - Vereinigte Staaten: New York, Generalkonsulat |

### Südamerika
| - Bolivien: La Paz, Botschaft - Bolivien: Santa Cruz de la Sierra, Generalkonsulat - Bolivien: Tarija, Generalkonsulat - Bolivien: Cochabamba, Konsulat - Bolivien: Villazón, Konsulat - Bolivien: Yacuiba, Konsulat - Brasilien: Brasília, Botschaft - Brasilien: Porto Alegre, Generalkonsulat - Brasilien: Rio de Janeiro, Generalkonsulat - Brasilien: São Paulo, Generalkonsulat - Brasilien: Belo Horizonte, Konsulat - Brasilien: Curitiba, Konsulat - Brasilien: Florianópolis, Konsulat - Brasilien: Foz do Iguaçu, Konsulat - Brasilien: Recife, Konsulat - Brasilien: Salvador, Konsulat - Brasilien: Uruguaiana, Konsulat - Chile: Santiago de Chile, Botschaft - Chile: Punta Arenas, Generalkonsulat - Chile: Valparaíso, Generalkonsulat | - Chile: Antofagasta, Konsulat - Chile: Concepción, Konsulat - Chile: Puerto Montt, Konsulat - Ecuador: Quito, Botschaft - Ecuador: Guayaquil, Konsulat - Guyana: Georgetown, Botschaft - Kolumbien: Bogotá, Botschaft - Paraguay: Asunción, Botschaft - Paraguay: Ciudad del Este, Generalkonsulat - Paraguay: Encarnación, Generalkonsulat - Peru: Lima, Botschaft - Suriname: Paramaribo, Botschaft - Uruguay: Montevideo, Botschaft - Uruguay: Colonia del Sacramento, Generalkonsulat - Uruguay: Fray Bentos, Konsulat - Uruguay: Maldonado, Konsulat - Uruguay: Paysandú, Konsulat - Uruguay: Salto, Konsulat - Venezuela: Caracas, Botschaft |

## Vertretungen bei internationalen Organisationen
- Vereinte Nationen: New York, Ständige Mission
- Vereinte Nationen: Genf, Ständige Mission
- Vereinte Nationen: Wien, Ständige Mission
- Vereinte Nationen: Nairobi, Ständige Mission
- OAS: Washington, D.C., Ständige Mission
- Europäische Union: Brüssel, Mission
- UNESCO: Paris, Ständige Mission
- FAO: Rom, Ständige Mission
- Heiliger Stuhl: Vatikanstadt, Botschaft